# Valutarisiko
Valutarisiko er risikoen for, at værdien af en portefølje af værdipapirer ændres, som følge af en ændring i én eller flere valutakurser.
Valutarisikoen opgøres som porteføljens markedsværdi ganget med den forventede ændring i valutakurserne. Forventningen er baseret på de historiske valutakursændringer. Value-at-Risk er en meget anvendt metode.